# 金黄花滇百合
金黄花滇百合（学名：[Lilium bakerianum var. aureum] 错误：{{Lang}}：文本有斜体标记（帮助））是百合科百合属滇百合的变种。分布于中国大陆的四川、云南等地，生长于海拔2,000米至2,420米的地区，多生在林下草坡及灌丛边缘，目前尚未由人工引种栽培。